# 宁波庄桥机场
宁波庄桥机场是中国浙江省宁波市江北区一座军用机场，1944年由侵华日军强抓民夫所建，1945年由国民政府空军接管，1947年废弃，1949年解放军接管庄桥机场，但跑道已经破损。之后投资对庄桥机场进行改建，按能够起降米格战机标准设计：跑道长2500米，宽60米，15公分厚刚性道面:163，1953年完工，由中国人民解放军海军航空兵使用:372。1984年11月16日至1990年6月30日，庄桥机场曾经作为军民合用机场，成立民航宁波站，1990年宁波栎社机场建成后，庄桥机场重新恢复为军用机场。
由于宁波城市发展的需要，庄桥机场将搬迁到慈溪市观海卫镇，但何时搬迁目前尚未确定。